# Johannes Grüger
Johannes Grüger (* 12. Februar 1906 in Breslau; † 9. April 1992) war ein deutscher Illustrator.

## Leben
Johannes Grüger war der Sohn des Kalligrafen und städtischen Geometers Max Grüger. Von 1926 bis 1929 besuchte Johannes Grüger die Theaterklasse der Breslauer Kunstgewerbeakademie, wo der Bühnenbildner Hans Wildermann sein Lehrer war. Von 1929 bis 1931 war Grüger als Bühnenbildner tätig, von 1935 bis 1939 arbeitete er als Restaurator für das Schlesische Museum der Bildenden Künste in Breslau. 1934 heiratete er die Schauspielerin Erika Fricke; aus der Ehe gingen drei Kinder hervor. Von 1939 bis 1945 nahm Grüger als Soldat der Wehrmacht am Zweiten Weltkrieg teil; sein gesamtes bis dahin entstandenes graphisches Werk wurde in Breslau durch Kriegseinwirkungen zerstört. Nach Kriegsende und Rückkehr aus der Kriegsgefangenschaft lebte Johannes Grüger mit seiner Familie anfangs in Aiterhofen bei Straubing. Ab 1951 war er in Düsseldorf ansässig. Dort wirkte er anfangs als Werbegrafiker, später als freiberuflicher Illustrator.

## Wirken
Johannes Grüger trat erstmals 1927 mit der neuartigen Notendarstellungen zu einer „Liederfibel“ hervor, die sein Bruder, der Musiklehrer Heribert Grüger, verfasst hatte. Das Werk und seine beiden Nachfolgebände waren ein großer Verkaufserfolg. In den Dreißigerjahren begann Johannes Grüger auch mit dem Illustrieren von Romanen und Erzählungen. Nach 1945 war er für den Brentanoverlag des befreundeten Verlegers Viktor Kubczak tätig, später dann hauptsächlich für die Verlage Schwann und Patmos. Grüger illustrierte insbesondere Bibelausgaben, Katechismen, Heiligengeschichten, erzählende Kinderbücher für ein katholisches Lesepublikum sowie weitere Liederbücher für Kinder. Besonders erfolgreich waren die von ihm illustrierten Werke des Autors Josef Quadflieg. Grüger bediente sich bei seinen Illustrationen eines volkstümlichen, farbigen Malstils, der sich an traditionelle Vorbilder (antike Mosaiken, mittelalterliche Tafel- und Wandmalerei) anlehnte. Grüger gilt mit mehreren Millionen verkauften Exemplaren der von ihm illustrierten Werke als einer der erfolgreichsten deutschen Buchillustratoren der Nachkriegszeit. Daneben entwarf Grüger eine Reihe von Bibelwandbildern für den Religionsunterricht und wirkte in den ersten Nachkriegsjahren mit bei der
Innengestaltung von Kirchen.

## Auszeichnungen
- 1957 Österreichischer Staatspreis
- 1957 Jugendbuchpreis der Stadt Wien
- 1958 in der Auswahlliste zum Deutschen Jugendbuchpreis: Die Heinzelmännchen zusammen mit dessen Autor August Kopisch
- 1959 Eines der schönsten Bücher Österreichs: Die Sternenmühle zusammen mit dessen Autorin Christine Busta
- 1967 in der Auswahlliste zum Deutschen Jugendbuchpreis: Die Kürbiskinder  zusammen mit dessen Autorin Kathleen Arnott

## Bibliografie

### Eigenständige Buchausgaben
- Grafiken, Düsseldorf 1981
- Die große bunte Liederfibel, Düsseldorf 1989 ISBN  3-491-39002-8

### Illustrierte Buchausgaben

#### Romane und Erzählungen
- Sophie Reinheimer: Der stumme Zoo, Berlin [u. a.] 1938

#### Kinder- und Jugendliteratur
- Heribert Grüger: Liederfibel, Breslau 1927 (2. Aufl. 1930; 3. Aufl. 1933)
- Heribert Grüger: Zaubermeister Klumpedump, Breslau 1928
- Sophie Reinheimer: Lustige Gaben für Mädel und Knaben, Leipzig 1928
- Das kunterbunte Osterbuch, Leipzig 1929
- Sophie Reinheimer: Allerlei Hausgesinde, Leipzig 1930
- Sophie Reinheimer: Im Regenbogen, Leipzig 1930
- Sophie Reinheimer: Kleines Wiesenvolk, Leipzig 1930
- Sophie Reinheimer: Tannenkinder, Leipzig 1930
- Minni Grosch: Kunterbunt, Stuttgart [u. a.] 1931
- Heribert Grüger: Kindermusikinstrumente, Dresden 1932
- Adelheid Stier: Quirlefitsch und andere Erzählungen, Stuttgart [u. a.] 1933
- Anni Geiger-Hof: Marli, Stuttgart 1934
- Friedl Hohenstatt: In froher Schar durchs ganze Jahr, Stuttgart [u. a.] 1934
- Anni Geiger-Hof: Christnacht im Schnee, Stuttgart 1935
- Hertha Grudde: Alte Märchen und Geschichten aus der Spinnstube, Königsberg Pr. 1935
- Hertha Grudde: Es war einmal …, Königsberg 1935
- Hertha Grudde: Vom Bernstein und andere alte Märchen und Geschichten aus der Spinnstube, Königsberg 1935
- Anni Geiger-Hof: Schlamper, Stuttgart 1936
- Gertrud Bohnhof: Die Sonntagskinder im Walde, Stuttgart 1936
- Paula Knüpffer: Das Kunterbuntbuch für die Ganzkleinen und ihre Mütter, Stuttgart [u. a.] 1936
- Gertrud Bohnhof: Die Sonntagskinder in der Kleinstadt, Stuttgart 1937
- Paula Knüpffer: Die Kinder vom Buschmühlenweg, Stuttgart [u. a.] 1937
- Gertrud Bohnhof: Die Sonntagskinder auf dem Dorfe, Stuttgart 1938
- Heribert Grüger: Eine kleine Melodie erlebt Abenteuer, Stuttgart 1938
- Ludwig Bechstein: Märchen, Stuttgart 1937
- Maria Batzer: Der erste Schnee, Stuttgart 1939
- Paula Knüpffer: Rudi und seine Geschwister, Stuttgart 1939
- Josef Pietsch: Zwei Jungen erleben Deutschland, Breslau 1940
- Martha Fromme: Anita, die Zirkusreiterin, Stuttgart 1950
- Anni Geiger-Hof: Das Maidi vom Brunnenhof, Stuttgart 1951
- Josef Bey: Ährenfibel, Düsseldorf 1952
- Dina Schaefer: Mein Meßbüchlein, Essen 1952
- Hilde Roth: Fidelius und der Vagabund, Stuttgart 1953
- Schlesische Kinder- und Hausmärchen, Stuttgart 1953
- Peter Louis: Christus im Urwald. Ein Jugendbuch, Kevelaer 1954
- Jean Plaquevent: Kinder-Nachfolge Jesu Christi, Einsiedeln [u. a.] 1954
- Josef Quadflieg: Das Buch von den heiligen Namenspatronen, Düsseldorf 1954
- August Kopisch: Die Heinzelmännchen, Honnef/Rhein 1955
- Felix Krajewski: Die Straße der Wunder, Kevelaer 1955
- Josef Quadflieg: Fromme Geschichten für kleine Leute, Düsseldorf 1956
- Die Bremer Stadtmusikanten, Honnef/Rh. 1956
- Elsa Steinmann: Der Sohn des Gondoliere, Freiburg 1956
- Rudolf Söllner: Maria, unsere Mutter, Nürnberg 1957
- Josef Quadflieg: Das Buch von den zwölf Aposteln, Düsseldorf 1957
- Josef Bey: Ährenlese, Düsseldorf 1957
- Das Gotteskind, Düsseldorf 1957
- Jakob Ecker: Kleine katholische Schulbibel, Düsseldorf 1957
- Sing mit, Oberstufe, München 1957
- Fritz Steuben: Und Gott schuf Himmel und Erde, Freiburg 1958
- Elsa Steinmann: Lia und die roten Nelken, Freiburg i.Br. 1958
- Marielis Robert: Peter und Francesca und die große Stadt Rom, Freiburg i.Br. 1958
- Bilderbibel, Düsseldorf 1958
- Heribert Grüger: Das geheimnisvolle Ei, Honnef/Rh. 1959
- Christine Busta: Die Sternenmühle, Salzburg [u. a.] 1959
- Felix Krajewski: Das Leben Jesu, Kevelaer 1959
- Hans Hümmeler: Das Kinderbuch vom Kirchenjahr, Düsseldorf 1959
- Jesus ich bin dein, Düsseldorf 1960
- Bernhard Niklas: Der heilige Gott im goldenen Kelch, Kevelaer 1960
- Paula Walendy: Der Liederbaum, Gütersloh 1960
- Wie Jesus auf die Welt kam, Düsseldorf 1961
- Josef Quadflieg: Neue fromme Geschichten, Düsseldorf 1961
- Josef Quadflieg: Das große Buch von den heiligen Namenspatronen, Düsseldorf 1962
- Elsa Steinmann: Remo und die Steppenhirten, Freiburg i.Br. [u. a.] 1962
- Glaubensbüchlein für das 2. Schuljahr, München 1962
- Lene Hille-Brandts: Das Geigerlein, München 1962
- Käthe Hirsch: Die Geschichte vom Fohlen, das rückwärts ging, Hannover 1962
- Frohe Botschaft, Freiburg i.Br. 1963
- Karl Rauch: Die Reise zur Schwester Sonne, Freiburg i.Br. [u. a.] 1964
- Seumas MacManus: Die Königin der Kesselflicker, Freiburg i.Br. [u. a.] 1965
- Walter Wiese: Bilder zur Bibel für Kinder, Neues Testament, Lahr 1966
- Kathleen Arnott: Die Kürbiskinder, Freiburg i.Br. [u. a.] 1966
- Hans Hoffmann: Bilder für Kinder aus dem Leben Jesu, Düsseldorf 1966
- Besuch in Rom und andere Geschichten, Düsseldorf 1966
- Die singende Muschel, Freiburg i.Br. [u. a.] 1967
- Georg Opitz: Merk sie dir, München 1968
- Evelyn Sibley Lampman: Zaubern Sie doch, Frau Hopdaisy, Stuttgart 1969
- Käthe Recheis: Mia Maria und der Maler, Wien [u. a.] 1970
- Inge Ott: Auf nach Homuleila, Stuttgart 1970
- Alfons Hayduk: Himmel der Heiterkeit, München 1971
- Gudrun Pausewang: Hinterm Haus der Wassermann, Düsseldorf 1972
- Josef Guggenmos: Auf einem Stern, der Moritz heißt, Freiburg im Breisgau [u. a.] 1972
- Weißt du, wieviel Sternlein stehen?, Freiburg im Breisgau [u. a.] 1972
- Heribert Grüger: Europafibel, Düsseldorf 1973
- Traud Gravenhorst: Heimweh des Herzens. Reise nach Sagan. Geliebtes Tal, München 1974
- Gottes Wort für unsere Kinder, München 1975
- Heribert Grüger: Weihnachtsliederfibel, Düsseldorf 1976
- Heribert Grüger: Die goldene Liederfibel, Düsseldorf 1977
- Heribert Grüger: Die Gute-Nacht-Liederfibel, Düsseldorf 1978
- Heribert Grüger: Lasset uns singen, tanzen und springen, Düsseldorf 1980
- Heribert Grüger: Lustig sein, fröhlich sein, tralalala!, Düsseldorf 1979
- Heribert Grüger: Die Tier-Liederfibel, Düsseldorf 1979
- Hänschen klein, Freiburg im Breisgau [u. a.] 1981
- Die neue Liederfibel, Düsseldorf 1982
- Die Liederfibel kunterbunt, Düsseldorf 1983
- Die Liederfibel „Sing mit uns“, Düsseldorf 1987
- Josef Quadflieg: Das kleine Buch von den heiligen Namenspatronen, Düsseldorf 1997